# ARTIS (Luftfahrt)

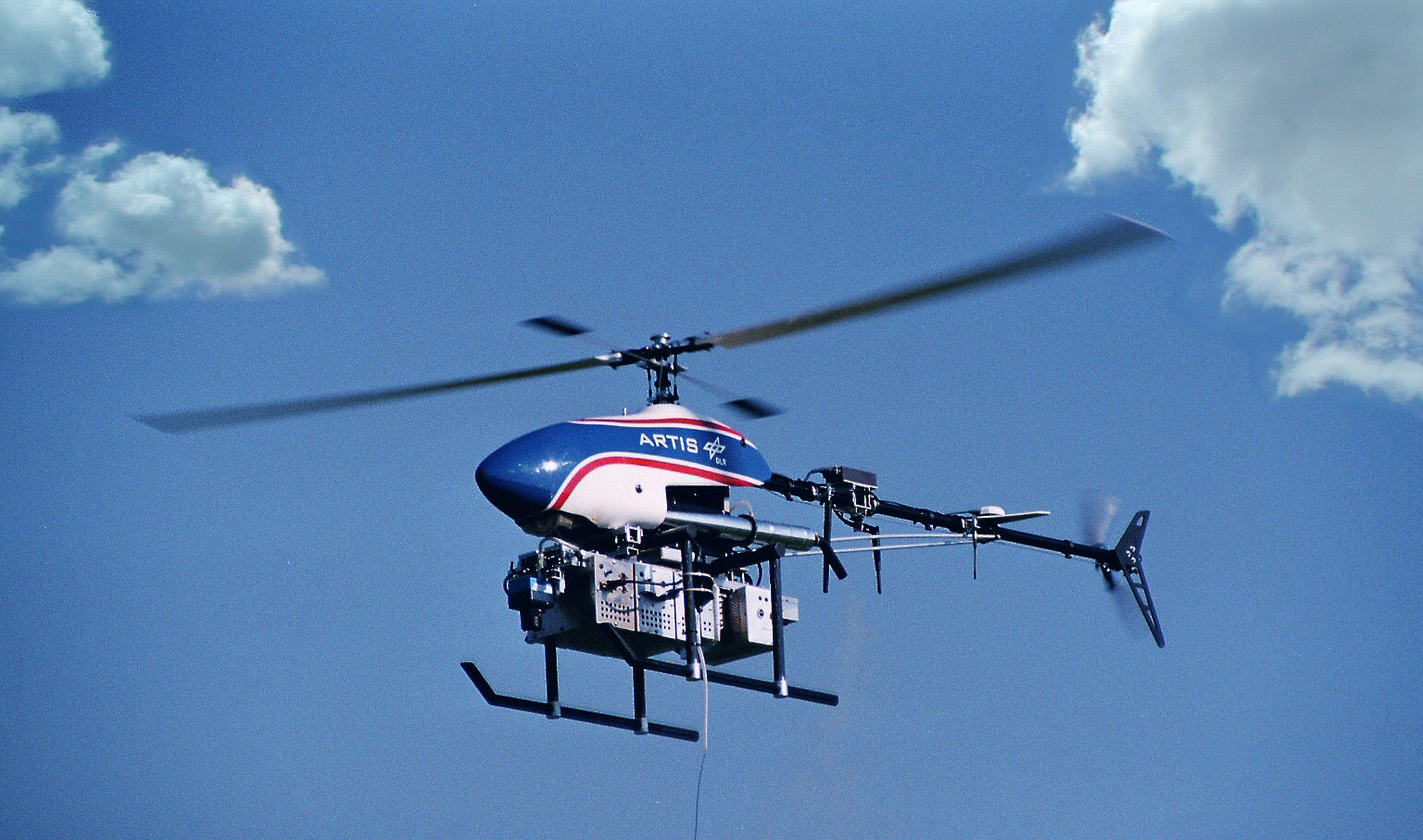
Autonomous Rotorcraft Testbed for Intelligent Systems (ARTIS) 2006

ARTIS steht für „Autonomous Rotorcraft Testbed for Intelligent Systems“ (dtsch. Autonomer Drehflügel-Versuchsträger für intelligente Systeme).
Das Deutsche Zentrum für Luft- und Raumfahrt DLR, Institut für Flugsystemtechnik, betreibt eine Experimentalplattform auf der Basis eines ferngesteuerten Modellhubschraubers (Genesis von Ludwig Benda). Dieser Hubschrauber ist ausgestattet mit u. a. einem Bordrechner, Inertialsensorik sowie GPS, um Verfahren und Algorithmen für den autonomen Schwebe- und Streckenflug zu erforschen.
Von besonderem Interesse ist die „On-Board-Intelligenz“, die es dem System ermöglichen soll, basierend auf Kamerabildern Hindernissen selbständig auszuweichen.